# Métamorphoses de l'âme et ses symboles
Métamorphoses de l'âme et ses symboles est un livre du psychanalyste Carl Gustav Jung dont la première édition est parue en 1912.

## Titre
Le titre original en allemand est Symbole der Wandlung (Symboles de la métamorphose). Le sous-titre est Analyse des prodromes d'une schizophrénie, les prodromes étant les signes avant-coureur ou les symptômes précédant une crise.

## Contexte
Ce livre marque la rupture de Jung avec Freud. Dès sa parution, il est discuté. Jung ne cesse par la suite de l'enrichir en trois éditions ultérieures (1924, 1937 et 1950).
Jung est parti d'un cas individuel pour élargir le champ  de la psychanalyse à des perspectives radicalement neuves. 